# Arthur Shrewsbury
Arthur Shrewsbury (Nottinghamshire, 11 de abril de 1856 – 19 de maio de 1903) foi um jogador de críquete inglês. Ele foi um dos melhores bateristas de 1880. Ele jogou 23 partidas de teste para a equipe de críquete da Inglaterra e foi o capitão sete vezes (cinco vitórias, duas derrotas).
Ele se aposentou em 1902 e suicidou-se no ano seguinte, em decorrência de uma depressão. Ele acreditou equivocadamente que sofria de uma doença incurável.